# Първа битка при Аламейн
Първата битка при Аламейн 1 юли–27 юли 1942 година е сражение между силите на Оста командвани от Ервин Ромел и Съюзниците, командвани от Клод Окинлек. Тази битка спира най-далечното (и последно) настъпление на силите на Оста в Египет. Аламейн се намира на 80 километра от Александрия.

## Предварителни действия

### Отстъпление от Газала
След загубата в Битката при Газала през юни 1942 година, 8-а армия отстъпва от линията при Газала до Марса Матрух, приблизително на 100 мили зад Египетската граница. На 25 юни генерал Клод Окинлек, главнокомандващ на войските в Близкия изток освобождава генерал Нийл Ричи и поема командването над 8-а армия. Той решава да не търси директен сблъсък при Марса Матрух, тази позиция е с открит ляв флаг на юг, нещо от което Ромел се възползва при Газала. Той решава да се изтегли още 100 мили на изток в близост до Аламейн на Средиземноморския бряг. Само 40 мили (60 км) на юг от Аламейн се намират стръмните склонове на обширната депресия Катар, която не позволява използването на танкове в десния фланг и ограничава ширината на фронта, който трябва да се защитава.

### Битка при Марса Матрух
Докато вървят подготвителни работи по позициите край Аламейн, Окинлек провежда забавящи операции първо при Марса Матрух на 26 юни, а след това при Фука на 27 юни. Промяна на заповедите в последния момент води до объркване в предните формации (10-и корпус и 13-и корпус), между желанието да нанесат поражения на противника, да не попаднат в капан при позицията при Матрух и да отстъпят организирано. Това води до слаба координация между двата челни корпуса и частите в тях. 2-ра новозеландска дивизия се оказва обкръжена от 21-ва танкова дивизия при Минкар Каим, но успява да пробие обкръжението през нощта на 27 юни и да се присъедини към останалата част на 13-и корпус при позициите край Аламейн, без сериозни загуби. Отстъплението на 13-и корпус оставя южния фланг на 10-и корпус открит и пътят им за отстъпление под опасност. На тях също им се налага да бягат и в процеса понасят тежки загуби, включително загубата на индийската 29-а пехотна бригада при Фука.

### Защита на Аламейн
Окинлек създава силна защита във всеки край на линията Аламейн (там са разположени свежите 1-ва южноафриканска дивизия и 2-ра новозеландска дивизия, които не са участвали в Битката при Газала) и ги съединява със серия от изкопни защитни и оръдейни позиции. В центъра на линията, а зад него хребета Рувейсат, се намира възвишение с отвесни склонове, което контролира позициите от двете страни.
Когато силите на Ромел достигат позицията Аламейн 30 юни, в допълнение на двете дивизии в краищата на защитната линия, е изпратена индийската 18-а пехотна бригада, от индийската 8-а пехотна дивизия в Ирак, с поддържаща артилерия. Тяхната цел е да заемат позиции при Деир ел Шейн, четири мили на северозапад от западния край на хребета Рувейсат. Те пристигат на 28 юни и въпреки 48 часа непрестанна работа, късната доставка на тежка изкопна екипировка и мини означават, че позицията все още е била уязвима от бронетанкова атака. През това време частите, които са били отговорни за забавяне на противника, са все още дезорганизирани и се нуждаят от още 24 часа преди да са готови да се върнат в битка.

## Военни действия
На 30 юни Ромел атакува първо по крайбрежието, но е отблъснат от 1-ва южноафриканска дивизия.
След 9 часа сутринта на 1 юли танкова армия Африка атакува Деир ел Шейн. Индийската бригада устоява цял ден в безнадежден опит да спре противника, но вечерта позицията им е превзета. Това дава време на Окинлек да организира смесена бойна група от пехота и артилерия от елементи на индийската 10-а пехотна дивизия, която е била разположена в делтата на Нил за възстановяване. Те са разположени в западния край на хребета Рувейсат и посрещат атаката започнала в 10:00 часа на 2 юли. Последователните опити на танковете на Оста са отблъснати и след залез те се оттеглят. През нощта на 2 юли тази позиция е допълнително подкрепена.
За да намали напрежението в десния фланг и център защитната линия Окинлек стартира контраатака от позицията Катар (наричана още Капонга от новозеландците) на 3 юли. Атаката се води от новозеландската дивизия, индийската 9-а пехотна бригада (от 5-а пехотна дивизия) и 7-а моторизирана бригада срещу северния фланг на Ромел. След три дни тежки боеве те почти достигат Деир ел Шейн. През това време Ромел решава да прегрупира изтощените си части и да се окопае. Бойното поле става статично и е трудно за всяко от двете страни да реализира прогрес.
Войските на Ромел страдат от дългите снабдителни линии. Съюзническите въздушни сили се концентрират върху уязвимите и продължителни продоволствени линии, докато британските мобилни колони се придвижват на запад и атакуват от юг, като внасят безпорядък в задните ешелони на Оста. Ромел не може да си позволи тези загуби, след като доставките от Италия са значително намалени (през юни той получава 5000 тона припаси в сравнение 34 000 тона през май, и 400 превозни средства сравнени с 2000 през май) През това време 8-а армия се организира и възстановява, облагодетелствани от по-кратките комуникационни линии. Нови 6 фунтови противотанкови оръдия пристигат в големи количества, за да заменят неефективни 2 фунтови. На път са и танкове Шърман (танк) със 75 мм си оръдие. До 4 юли 9-а австралийска дивизия се завръща на защитната линия, а на 9 юли индийската 5-а пехотна бригада се завръща и поема позиция на Рувейсат. По същото време изтощената индийска 5-а пехотна дивизия е подсилена със свежата индийска 161-ва пехотна бригада.
Окинлек атакува отново на 10 юли при Тел ел Еиса на север и пленява над 1000 войника. Ответната контраатака на Ромел постига малко. Окинлек атакува отново в центъра при хребета Рувейсат, провеждат се две битки (Първа и Втора битка при Рувейсат на 14 юли и 22 юли). И двете са неуспешни, закъснялото бронетанково подкрепление на пехотните части по време втората битка води до загубата на 700 войника. Отличителна черта на първата битка е резултата от сражението между 21-ва танкова дивизия и индийската 5-а пехотна бригада, чиито 2 фунтови противотанкови оръдия са заменени с новите 6 фунтови. Те се оказват много ефективни и унищожават 24 от атакуващите танкове преди те да се оттеглят.
Въпреки това, Окинлек е решен да си запази инициативата и нарежда две нови атаки на 27 юли. Едната е на север при Тел ел Еиса и е провал. Другата, насочена към Митеирия е по-пагубна, тъй като минните полета не са разчистени и пехотата остава без бронетанкова поддръжка, когато се изправя срещу германската контраатака.
8-а армия е изтощена и на 31 юли Окинлек нарежда края на офанзивните операции и заздравяване на защитните позиции, за да могат да посрещнат евентуална контра офанзива.

## Последствия
Битката довежда до патово положение, но настъплението на Оста към Александрия (а след това и към Кайро) е спряно. 8-а армия понася загуби над 13 000 войника през юли (включително 4000 от новозеландската дивизия и 3000 от индийската 5-а пехотна дивизия), но пленява 7000 войника и нанася тежък удар на силите на Оста, както на войници, така и на бронетехника.
В началото на август Уинстън Чърчил и генерал Алън Брук, британският главнокомандващ, посещават Кайро на път за срещата им с Йосиф Сталин в Москва. Те решават да заменят Окинлек и назначават командващия на 13-и корпус генерал-лейтенант Уилям Гот за командващ на 8-а армия, а генерал сър Харолд Алекзандър за главнокомандващ на войските в Близкия изток. Персия и Ирак е предстояло да бъдат отделени в отделно командване и на Окинлек е предложен поста на главнокомандващ (който той отказва). Но Гот бива убит по пътя към назначението си, когато транспортният самолет, с който пътува, е прихванат от Месершмит и той е прострелян в сърцето. Генерал-лейтенант Бърнард Монтгомъри е назначен на негово място.
Вторият опит на Ромел да заобиколи или пробие отбраната е отблъснат в Боя при Алам Халфа през август - началото на септември. През октомври 8-а армия решително побеждава силите на Оста във Втората битка при Аламейн.